# كارتر باسيت هاريسون (محامي)
كارتر باسيت هاريسون (بالإنجليزية: Carter Bassett Harrison)‏ هو محامي أمريكي، ولد في 26 أكتوبر 1811، وتوفي في 12 أغسطس 1839 بسبب سل.